# True Metal

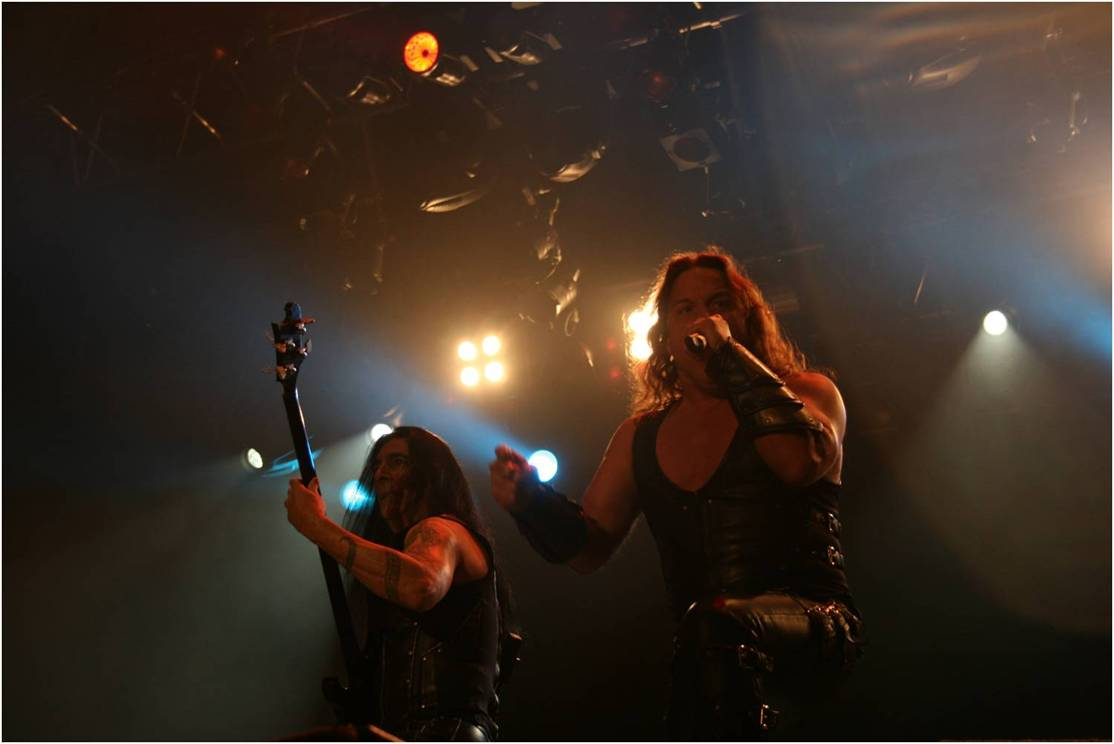
Manowar beim Norway Rock Festival 2009

True Metal (engl. „wahrer Metal“) ist eine Bezeichnung für Bands verschiedener Stilrichtungen des Metal, die sich neben musikalischen Aspekten vor allem durch ihre ideologische Einstellung zum Metal und durch besondere textliche Merkmale auszeichnen. Der Begriff wurde von der Band Manowar geprägt und wird hauptsächlich von Fans und Musikern zur Kategorisierung ihrer Musik verwendet. Musikalisch sind die Bands meist dem Heavy Metal oder dem Power Metal zuzuordnen.

## Begriff
Die Bezeichnung True Metal wurde 1984 von der Band Manowar geprägt, die ihrem Album Hail to England folgende Aussage beifügte: „We are Manowar. We are invincible. Death to False Metal. Hail to England“ („Wir sind Manowar. Wir sind unbesiegbar. Tod dem falschen Metal. Heil England.“); die Aussage Death to False Metal impliziert, dass Manowar sich selbst als Vertreter des True Metal bezeichnet sehen wollen. Auf dem gleichen Album im Lied Army of Immortals, das die Band ihren Fans gewidmet hat, ist dann auch direkt vom True Metal die Rede: Battle hymns did sound the call. You came to our side. You heard true metal into glory ride. Auf den folgenden Veröffentlichungen der Band wurde ebenfalls häufig der False Metal angegriffen und der True Metal als der ursprüngliche, wahre Metal genannt. Auf dem Album Kings of Metal (1988) im gleichnamigen Lied werden ebenfalls die Anhänger als True Metal People bezeichnet. Seither hat sich unter den Fans der Begriff in der Metal-Szene für Bands gleicher Gesinnung eingebürgert. Selbst das größte Metal-Festival der Welt, das Wacken Open Air, hatte bis 2016 eine Bühne mit dem Namen True-Metal-Stage, die Bezeichnung wurde inzwischen in Harder-Stage geändert.

## Gedankengut
Die Fans des True Metal und von Manowar im Speziellen sehen im Metal eine Weiterführung der klassischen Musik. Diese Einstellung geht sogar so weit, dass Joey DeMaio Komponisten wie bspw. Richard Wagner als die ersten Metaller bezeichnet. Als False Metal gilt der Verrat der Philosophie des Heavy Metal aus kommerziellen Gründen; bestimmte Richtungen des Metal, z. B. Glam Metal, Nu Metal und Crossover, werden als Verfälschungen des „reinen“ Heavy Metal betrachtet und Bands wie Metallica nicht mehr als Metal-Bands angesehen. Teilweise werden auch Bands, die musikalisch nicht dem traditionellen Heavy Metal oder dem Power Metal zuzuordnen sind, von True-Metal-Anhängern als ihresgleichen akzeptiert: DeMaio nahm die Death-Metal-Band Bludgeon für sein Label Magic Circle Music unter Vertrag und bezeichnete die aus dem Black-Metal-Umfeld stammende Band Immortal als True-Metal-Band (was auch die Band selbst tut); neben ihm bekundete auch Manowars Gitarrist Karl Logan seine Sympathie gegenüber der Band, die andere Musik spiele, dies jedoch mit dem gleichen Einsatz wie Manowar. In ihren Augen ist es die Aufgabe der True Metaller, das musikalische Niveau und damit das der abendländischen Musik zu retten.
Die von DeMaio betonten Parallelen zwischen Wagner und Heavy Metal sind nur für Personen nachvollziehbar, die mit beidem vertraut sind, während andere „statt einer Brücke Gräben zwischen unvermittelbaren Fanblocks“ sehen. Aufgrund der unterschiedlichen Bedürfnisse beider Seiten an ihre Musik und ihrer voneinander abweichenden Kommunikation über Musik ist es für DeMaio schwer, „sein Publikum zur Kontaktaufnahme mit der gegenüberliegenden Sphäre anzuregen“; die knappen Formeln, mit denen er einem Heavy-Metal-Publikum ein Interesse an Wagners Musik vermitteln kann, „lassen wiederum bei Wagner-Anhängern nicht den Horizont einer jahrzehntelangen Auseinandersetzung vermuten, so dass DeMaio von ihnen bisher nicht als Gesprächspartner angesehen wurde“.

## Textliche Merkmale
Die Texte des True Metal behandeln oft Themen wie Kampf, Männlichkeit, Krieg und Ehre. Dabei stellen sich die „Krieger des Metal“ oft in den Dienst (fiktiver) Königreiche oder Religionen, wie zum Beispiel vor allem den nordisch-germanischen Glauben, das Christentum oder im Fantasy-Kontext. Des Weiteren handeln die True-Metal-Texte aber auch von Metal selbst und verherrlichen diesen, wie z. B. in den Liedern von Manowar "Die for Metal" oder Majesty "Heavy Metal".
Die Texte werden oft als gewaltverherrlichend bezeichnet, gleichzeitig aber wird oft der Freiheitskampf und die Suche nach Gerechtigkeit besungen, für die es sich zu kämpfen lohne. Einige Sänger des True Metal verstehen die blutigen Passagen als lediglich symbolisch gemeint.

„Einerseits sind unsere Texte von der Aussage her ernst gemeint, denn Heavy Metal bedeutet für uns eine Lebenseinstellung, und die wollen wir unseren Fans auch vermitteln. Andererseits ist ihre Umsetzung – wie beispielsweise in Hail and Kill – sehr metaphorisch, so dass sie nicht wortwörtlich genommen werden und durchaus mit einem Augenzwinkern verstanden werden soll. Das liegt einfach daran, dass diese Musikart für uns unweigerlich mit bestimmten Klischees verbunden ist.“

## Vertreter des True Metal
Zu unterscheiden sind hier zwei Arten von Bands. Diejenigen, die sich selbst als True-Metal-Bands bezeichnen im Gegensatz zu denen, die von Fans des Genres so bezeichnet werden. So gibt es einige Bands, die sich musikalisch und textlich dem True Metal zuordnen lassen, die ihre Musik selbst aber nicht so bezeichnen bzw. sich sogar davon distanzieren.
Bands, die sich selbst dem True Metal zuordnen:
- Accept
- Brothers of Metal
- Grave Digger
- Manowar
- Majesty
- Paragon
- Ross the Boss
- Sacred Steel
- Stormwarrior
- Teräsbetoni
- Unrest
- Wizard